# Roskovec
Roskovec város Albánia délnyugati részén, Fier városától légvonalban 12, közúton 16 kilométerre kelet–északkeletre, a Myzeqeja síkság délkeleti peremén. Fier megyén belül Roskovec község székhelye, Roskovec alközség központja. A 2011-es népszámlálás alapján az alközség népessége 4975 fő. Látnivalókban szűkölködő agrártelepülés.

## Fekvése
Roskovec Alacsony-Albánia déli részén, a Myzeqeja síkjának délkeleti peremén fekszik, délkeleti előterében már a Mallakastrai-dombság vonulatai húzódnak. Az egyébként csaknem tökéletes síkságon fekvő város keleti határában válik hullámossá a felszín, itt a legmagasabb pont a 46 méteres Roskoveci-domb (Kodra e Roskovecit), amelyen túl a kb. 2,6 km²-es Kurjani-víztározó (Rezervuari i Kurjanit) terül el. A települést átszeli a Fiert Poshnjával összekötő SH73-as jelű főút.

## Története és nevezetességei
Az i. e. 2. században a rómaiak által épített Via Egnatia út déli, Apollóniából kiinduló ága a mai Roskovec helyén haladt el. A közelben, a ma Stefani-hágó (Qafa e Stefanit) néven ismert helyen Stephanaphana néven állomáshelyet (mansio) létesítettek.
Roskovec a 20. század közepéig jelentéktelen, elzárt falu volt egy mocsárvidék közepén. Ezt a második világháború után csapolták le, aminek helyén szántóművelésre alkalmas területeket hoztak létre. A fiatal városban létesített szocialista mintagazdaságban elsősorban dohánytermesztéssel foglalkoztak az ország minden részéből betelepülő munkások. Az egykori mocsárvidék reliktumterülete a Roskoveci-láp (Këneta e Roskovecit), ahol a vízi rucaöröm (Salvinia natans) fontos állományalkotó faj.
Roskovec napjainkban fejletlen közigazgatási funkciókkal rendelkező agrártelepülés.